# Western swing
Western swing je naziv za plesnu glazbu koja se stvarala na jugu SAD-a 1930.-ih i 1940.- ih godina, na osnovama country (u to je vrijeme mahom korišten termin "hillbilly") glazbe. 
Za razliku od swing glazbenih sastava u kojima su središnje mjesto zauzimali puhački instrumenti, kod western swing sastava središnje mjesto zauzima violina - u čemu možemo prepoznati presudan znatan utjecaj mariachi glazbe. Žičani instrumenti su u western swingu elektrificirani, tj. riječ je o akustičnim glazbalima koji se spajaju na zvučnike. Jedan od prepoznatljivih instrumenata u western swing sastavima je akustična gitara - tj. gitara s čeličnim žicama.
Ovaj glazbeni žanr je bio osobito popularan u Texasu, Kaliforniji i Oklahomi. Glazbenici su se uglavnom oblačili (odnosno, i do danas se oblače) u prepoznatljivom "kaubojskom" stilu, te su u prvom redu ciljali na ruralnu publiku.
Western swing je imao središnje mjesto u razvoju rockabillya, koji je poniknuo 1950.- ih na istom geografskom području i u istom socijalnom miljeu, te predstavlja temelj cjelokupnog rocka.

## Vanjske poveznice
- Suvremena izvedba pjesme "Choo Choo Ch'Boogie", Western Swing Authority, pristupljeno 27.10.2013.

- "Spade Cooley - King of Western Swing", film Jacka Scholla (Werner Bros Inc.) iz 1945. god., pristupljeno 27.10.2013.

- "Deep Water" Bob Wills and the Texas Playboys, snimka za "Columbia", 1948. god.

- "Two Fiddle Styles, Mariachi and Western Swing", SmithsonianFolklife, pristupljeno 27.10.2013.

- Carolyn Martin Band - "Fiddle Sticks Boogie", snimka 21.05.2011., pristupljeno 26.10.2013.